# Свободный польский университет
Свободный польский университет (пол. Wolna Wszechnica Polska) — название несуществующего сегодня высшего учебного заведения, сыгравшего значительную роль в истории польского высшего образования. Свободный польский университет действовал в Варшаве с 1918 по 1952 год.

## История
В 1905 году в Варшаве было зарегистрировано Общество научных курсов, которое сформировались на основе ранее действующих подпольных высших курсов, носивших неформальное название «Летучий университет». Общество научных курсов было частным высшим учебным заведением, в котором действовали четыре отделения: факультет гуманитарных наук, факультет политологии, факультет социальной педагогики и факультет математики и естественных наук. В 1918 году Общество научных курсов было преобразовано в Свободный польский университет. В рамках Свободного польского университета действовал Collegium Publicum (Публичный коллегиум), который проводил по воскресеньям бесплатные курсы для всех желающих.
В период с 1918 по 1939 год университет был известен изучением, преподаванием общественно-политических наук и подготовкой преподавательского состава для средних учебных заведений. В состав университета входили исследовательские центры (студиумы). В 1925 году в Свободном польском университете был образован центр социальной работы и образования, в 1926 года — центр изучения муниципального управления и центр казначейских и экономических исследований. В 1936 году был образован центр изучения миграции и колонизации.
Национальный состав студентов характеризовался большим процентом евреев (в академическом году 1919/ 1920 — до 75 % с постепенным снижением до 40 % в 1928 году).
В 1928 году был открыт филиал университета в Лодзи. C 1929 года выпускники получали дипломы, эквивалентные государственному университету.
С 1918 по 1939 год университет насчитывал 70 — 80 преподавателей с титулом профессор, 30 — 40 преподавателей с титулом доцент, 35 — 40 научных ассистентов и 5 — 8 учебных помощников. В университете преподавали известные польские учёные Влодзимеж Антоневич, Юзеф Халасинский, Витольд Дорошевский, Людвик Гиршфельд, Юзефа Ётейко, Людвик Кшивицкий, Хелена Радлиньская, Богдан Суходльский, Эдвард Штурм де Штрем, Теодор Вивегер, Марианн Гротовский, Януш Корчак, Стефан Руднянский, Леон Хуфнагель, Казимеж Ходыницкий.
Первоначально здание университет располагалось в бывшем здании Общества научных курсов на улице Сьнядецких, 8. В 1929 году университет переехал в здание на улице Опачевская. 8а. В настоящее время это здание находится на переименованной улице Стефана Банаха, 2 и часть этого здания сегодня занимает Войско Польское и факультет математики, информатики и механики Варшавского университета.
С ноября 1939 года деятельность университета была прекращена из-за оккупации Польши нацистской Германией. В 1945 году университет возобновил свою работу в своём отделении в Лодзи, которое вскоре было преобразовано в Университет Лодзи. 
В Варшаве Свободный польский университет после II Мировой войны не возобновлял свою работу и формально был закрыт в 1952 году.

## Память
На здании бывшего Общества научных курсов по адресу улица Стефана Банаха, 2 установлена мемориальная таблица, на которой написано на польском языке:

W tym gmachu w 1929 roku

wg proektu Pawła Wędziagolskiego

mieścłia się

WOLNA WSZECHNICA POLSKA

uczelnia kontynuująca tradycje

działających na przełomie XIX I XX stulecia

tajnego Uniwersytetu Latającego

oraz Towarzystwa Kursów Naukowych

w czasie okupacji hitlerowskiej placówka

działała w konspiracji, a w gmachu,

oficjalnie pełniącym funkcję szkoły

zawodowej, prowadziła tajne nauczanie

Szkoła Gospodarstwa Wiejskiego

(«В этом здании в 1929 году по проекту Павла Вендзягольского размещался Свободный польский университет, продолжавший традиции действовавших на рубеже XIX и XX веков Летающего университета и Общества научных курсов. Во время гитлеровской оккупации (университет) действовал в конспирации, а в здании, где официально действовало ПТУ, проводила тайное обучение Школа сельского хозяйства»).

## Источник
- Andrzej Garlicki et al.: Encyklopedia historii Drugiej Rzeczypospolitej: 1918—1939. Warszawa: Bellona, 1999. ISBN 83-214-1101-0.